# Jarmila Kozderková
Jarmila Kozderková (10. března 1934 Ivanovice – 25. srpna 2017 Praha) byla česká klavíristka, pocházela z moravského hudebního rodu.

## Biografie
Jarmila Kozderková se narodila v Ivanovicích 10. března 1934 jako druhá ze čtyř dětí v rodině konstruktéra, který sám byl muzikálně nadaný jako amatérský zpěvák – barytonista, později žák profesora Konstantina Karenina.
Absolvovala klavírní oddělení konzervatoře v Praze, další studium u profesorky Ilony Štěpánové-Kurzové, Františka Maxiána st. a komorní hru u profesora Ladislava Černého, později byla i jeho klavírní partnerkou.  Jejím hlavním zaměřením byla hudba 20. století ( kompletní klavírní dílo Leoše Janáčka), ale i díla starých českých mistrů – Františka Xavera Duška, Jiřího Antonína Bendy, Václava Jana Tomáška, Johanna Nepomuka Hummela, Vojtěcha Jírovce, Jana Křtitele Vaňhala, Františka Xavera Partsche.
Spolupracovala s houslistou Petrem Messiereurem. V říjnu 1963 se zúčastnili mezinárodní soutěže Pabla Casalse pro komorní dua v Budapešti, byli oceněni druhou cenou, o rok později v Utrechtu získali první cenu za nejlepší interpretaci díla 20. století. Na Mezinárodní soutěži Pražského jara 1964 udělila odborná porota dvojici Kozderková–Messiereur zvláštní uznání za nejlepší provedení Janáčkovy Sonáty pro housle a klavír.
Pianistka byla partnerkou Peškova Sebastian orchestru při pražské premiéře Messiaenovy skladby Sept haïkaï na festivalu Pražské jaro v roce 1966, host  Avignonských hudebních slavností. Koncertování  v řadě evropských zemí, např. v Belgii, Německu, Velké Británii (londýnská Wigmore Hall), Finsku, Norsku, Švédsku, Rakousku (vídeňský Mozart-Saal), Francii (pařížský Salle Gaveaux), Jugoslávii a v Rusku, ale i v USA. sólistka na řadě domácích i zahraničních koncertů s Komorní filharmonií za řízení Libora Peška. Natáčení v rozhlasových studií BBC, RTB (Radio Télévision Belgie Francophone), řada snímků v holandských, belgických a německých rozhlasových stanic, především české klavírní a komorní hudbě. Jen v Československém a později v Českém rozhlase vzniklo přes 70 nahrávek, její nahrávky jsou i ve fondu pražského studia Československé, později České televize.
V komorní hudbě spolupráce s význačnými hudebními osobnostmi (francouzský violoncellista André Navarra, violista Ladislav Černý, violoncellista Boris Pergamenščikov, finský flétnista Mikael Helasvuo. Uměleckou spolupráci navázala také s britským dirigentem Charlesem Mackerrasem. Významní čeští komorní partneři – Břetislav Novotný, Alexandr Večtomov, Jana Štros, Ivana Štraus, Karel Řehák, Milan Kostohryz, Evžen Rattay a. Bohuslav Matoušek.
Klasický repertoár (skladby W. A. Mozarta, Johannesa Brahmse, Bedřicha Smetany a Antonína Dvořáka, Frederika Chopina) i nahrávky  soudobé – skladby Messiaenovy, Boulezovy, Poulenkovy, Stravinského, Hindemithovy, Schönbergovy, Webernovy, Stockhausenovy, z českých skladatelů  Bohuslav Martinů, Klement Slavický, Viktor Kalabis, Vítězslava Kaprálová, Jan Tausinger, Jan Klusák, Geraldina Muchová a Luboš Sluka.
Spolupráce s význačnými českými herci (s Marií Tomášovou, Jaroslavou Adamovou, Janou Andresíkovou nebo Radovanem Lukavským).

## Ocenění
- Pražské jaro 1964, Zvláštní uznání za nejlepší provedení Janáčkovy sonáty pro housle a klavír
- Europes Concours Utrecht, Holandsko,1964 – 1. cena
- Mezinárodní hudební soutěž Pablo Casalse, Budapešť 1963 – 2.cena

## Tvorba

### Nahrávky
1. Archiv Českého a Československého rozhlasu
2. Archiv a České a Československé televize

### Gramo
- Sonáta pro housle a klavír, Martinů Bohuslav – Petr Messiereur, Jarmila Kozderková, Panton 1974
- Sonáta pro housle a klavír, Sluka Luboš – Petr Messiereur, Jarmila Kozderková, Panton 1974
- Rej čarodějnic, Paganini Nicolo – Jarmila Kozderková, Petr Messiereur, Milan Zelenka, Panton 1974
- Paul Hindemith/Aenold Schonberg/Igor Stravinskij/Anton Webern – Petr Messiereur, Jarmila Kozderková – Sonata pro housle a klavír/Fantazie pro housle a klavír/Fantazie pro housle a klavír/Duo Koncertatní pro housle a klavír/Čtyři kusy pro housle a klavír, Supraphon 1966
- Wolfang Amadeus Mozart, Sonatas for Piano und Violin – Jarmila Kozderková, Petr Messiereur, Supraphon 1972
- Prague Wind Quintet, Tausinger, Reiner, Dvořáček, Blatný – Saša Večtomov, Jarmila Kozderková, Jiří Štengl, Miloš Petr, Josef Hála, Josef Koďousek, Květa Novotná, Supraphon 1980
- J. N. Hummel, M. Reger, J. Tausinger – Ladislav Čedrný, Jarmila Kozderková, Panton 1974

- Osvald Chlubna, Sonatina for viola and piano – Ladislav Černý, Jarmila Kozderková, Panton 1972

### CD
- Jarmila Kozderková, CZECH PIANO MUSIC OF THE CLASSICAL ERA (Benda, Partsch, Hummel, Vaňhal, Tomášek), Radioservis Praha 2020